# Stenoplesictidae
Stenoplesictidae es una familia extinta de mamíferos carnívoros similares a civetas que vivieron desde finales del Eoceno hasta mediados del Mioceno.

## Clasificación
- Subfamilia Stenoplesictinae
  - Género Shandgolictis (Hunt, 1998)
    - Shandgolictis elegans (Hunt, 1998)

  - Género Asiavorator (Spassov & Lange-Badré, 1995)
    - Asiavorator altidens (Spassov & Lange-Badré, 1995)

  - Género Moghradictis (Morlo, Miller & El-Barkooky, 2007)
    - Moghradictis nedjema (Morlo et al., 2007) [Mioceno Inferior, Wadi Moghra, Egipto]

  - Género Africanictis (Morales, Pickford, Soria & Fraile, 1998) (atribuido por algunos a los Percrocutidae)
    - Africanictis meini (Morales et al., 1998) [Mioceno Medio, África]
    - Africanictis schmidtkittleri (Morales et al., 1998) [Mioceno Medio, África]

  - Género Mioprionodon (Schmidt-Kittler, 1987)
    - Mioprionodon pickfordi (Schmidt-Kittler, 1987)

  - Género Stenoplesictis (Filhol, 1880)
    - Stenoplesictis muhoronii (Schmidt-Kittler, 1987)
    - Stenoplesictis cayluxi [Oligoceno Inferior, Quercy, Francia]
    - Stenoplesictis minor [Oligoceno Inferior, Quercy, Francia]
    - Stenoplesictis crocheti
    - Stenoplesictis indigenus (Dashzeveg, 1996) [Mongolia]

  - Género Palaeoprionodon (Filhol, 1880)
    - Palaeoprionodon lamandini (Filhol, 1880) [Oligoceno Inferior, Quercy, Francia]

  - Género Anictis (Kretzoi, 1945)
    - Anictis simplicidens (Schlosser, 1890) [Oligoceno Inferior, Quercy, Francia]

  - Género Haplogale
    - Haplogale media (Filhol, 1882) [Oligoceno Inferior, Quercy, Francia]

  - Género Viretictis (Bonis, Peigné & M. Hugueney, 1999)
  - Viretictis sp. [Oligoceno Superior, Coderet-Bransat, Francia]
- Subfamilia Proailurinae
  - Género Stenogale (Schlosser, 1888)
    - Stenogale julieni [Mioceno Inferior, Aquitaniano, Saint-Gérand, Francia]
    - Stenogale intermedia [Oligoceno Inferior, Quercy, Francia]
    - Stenogale bransatensis [Oligoceno Superior, Coderet-Bransat, Francia]
    - Stenogale aurelianensis [Mioceno Inferior, Francia]

  - Género Proailurus (Filhol, 1879) (algunos lo sitúan en Felidae)
    - Proailurus lemanensis (Filhol, 1879) [Oligoceno Inferior, Quercy, Francia; Oligoceno Superior, Coderet-Bransat, Francia]
    - Proailurus gracilis (Filhol, 1877) [=Stenogale gracilis] [Oligoceno Inferior, Quercy, Francia]
    - Proailurus brevidens (=Stenogale brevidens)